# Lasioglossum agelastum
Lasioglossum agelastum là một loài Hymenoptera trong họ Halictidae. Loài này được Fan & Ebmer mô tả khoa học năm 1992.